# Az éjféli égbolt (film)
Az éjféli égbolt (eredeti cím: The Midnight Sky) 2020-ban bemutatott amerikai sci-fi film, amelyet George Clooney rendezett, Lily Brooks-Dalton azonos című regénye alapján.
A forgatókönyvet Mark L. Smith írta. A producerei Grant Heslov, George Clooney, Keith Redmon, Bard Dorros és Cliff Roberts.  A főszerepben George Clooney, Felicity Jones, David Oyelowo, Tiffany Boone és Demián Bichir láthatók. A film zeneszerzője Alexandre Desplat. A film gyártója a Smokehouse Pictures és az Anonymous Content, forgalmazója a Netflix.
Amerikában 2020. december 11-étől vetítették a mozikban, majd december 23-án felkerült a Netflixre. Magyarországon 2020. december 23-án mutatta be a Netflix.

## Cselekmény
Augustine Lofthouse tudós, életét annak szentelte, hogy lakható bolygókat találjon, ahol az emberiség tovább élhet. Kutatása során megismerkedik Jean Sullivannel, majd összejönnek. Amikor Augustine megtudja, hogy Jean terhes, elhagyja a nőt. Néhány évvel később újra találkoznak és a nő elmondja, hogy kislányuk született, de Augustine nem akar találkozni vele.
Harminc évvel később, 2049-ben egy globális katasztrófa elpusztította a Föld lakosságának felét és a nagy mennyiségű sugárzás szerte a világon elterjedt. Lofthouse egy sarkvidéki támaszponton él halálos betegen. Számítógépen űrhajó legénységeit próbálja figyelmeztetni a Föld helyzetéről. Megtalálja Aether legénységét, akik a Jupiter K-23 holdjáról érkeznek vissza, amit Lofthouse fedezett fel. De a legénység elveszítette a kapcsolatot a Földdel. Lofthouse antennája pedig túl gyenge ahhoz, hogy kapcsolatba lépjen velük.
Hirtelen áramszünet következik be a bázison. Amikor Augustine felderiti, hogy mi okozta, találkozik egy fiatal lánnyal, akit Irisnek hívnak. A férfi magával viszi a másik bázisra, ahol erősebb antenna van. A bázisra érve sikerül kapcsolatba lépnie Aether legénységével, de amikor egy aszteroida mezőhöz érnek megszakad a jel.
A kár kijavítása érdekében a terhes űrhajós, Sully és társai, Adewole és Maya megjavítják radart, de egy második aszteroida mező közepetten Maya halálos sérülést szerez. Sully eléri Lofthouse-t, aki azt mondja neki, hogy ne térjenek vissza a Földre, hanem menjenek vissza a K-23-hoz és kezdjenek ott új életet. Aether pilótája, Tom Mitchell nem akar ott új életet kezdeni, de meglátta a Föld légkörének állapotát és megérti, hogy a legénység érdeke, hogy visszatérjen a Jupiter holdjára. Viszont Tom úgy dönt, hogy az egyik kabint használva visszamegy a Földre feleségéhez. Vele tart Sanchez, hogy a Földön temetse el Mayáz.
Sully elmondja Lofthouse-nak, hogy az apja miatt csatlakozott a NASA-hoz. Köszönetet mond Augustine-nek és elmondja hogy a teljes neve Iris Sullivan. Lofthouse azt mondja, hogy már tudta a nevét, mivel fiatal Iris, akit látott, hallucináció volt. Augustine elmondja Sully-nak, hogy büszke arra, hogy végre megismerhette a lányát. Majd visszatértek K-23-as bolygóra. Augustine pedig kimegy a bázisból és meghal.

## Szereplők
| Szereplő                  | Színész                   | Magyar hang            |
| ------------------------- | ------------------------- | ---------------------- |
| Dr. Augustine Lofthouse   | George Clooney            | Szabó Sipos Barnabás   |
| Augustine fiatalon        | Ethan Peck                | Szabó Sipos Barnabás   |
| Dr. Iris "Sully" Sullivan | Felicity Jones            | Csuha Bori             |
| Iris fiatalon             | Caoilinn Springall        | Bak Julianna           |
| Adewole parancsnok        | David Oyelowo             | Varga Gábor            |
| Maya                      | Tiffany Boone             | Mikecz Estilla         |
| Sanchez                   | Demián Bichir             | Fillár István          |
| Tom Mitchell              | Kyle Chandler             | Czvetkó Sándor         |
| Jean Sullivan             | Sophie Rundle             | Kereki Anna            |
| Mason Mosley              | Tim Russ                  | Papucsek Vilmos        |
| Mitchell felesége         | Miriam Shor               | Bertalan Ágnes         |
| Őrjöngő nő                | Lilja Nótt Þórarinsdóttir | Lipcsey Colini Borbála |
| Idős nő                   | Hanna María Karlsdóttir   | Téglás Judit           |
| Katona                    | Atli Oskar Fjalarsson     | Mechle Christian       |
| Mitchell fia              | Edan Hayhurst             | Tóth Márk              |
| Mitchell fia              | Jamie Schneider           | Mayer Marcell          |

## Gyártás
A filmet 2019 júniusában jelentették be, George Clooney rendezésével. és főszereplésével. A forgatás 2019 októberben kezdődött. Felicity Jones 2019 júliusban csatlakozott a stábhoz. Időközben Jones teherbe esett, ezért Clooney úgy döntött, hogy átírja karakterét. Kyle Chandler és David Oyelowo augusztusban csatlakozott a stábhoz. Tiffany Boone és Caoilinn Springall októberben csatlakozott. 2019 novemberében Demián Bichir csatlakozott a filmhez. 2020 januárjában jelentették be, hogy Sophie Rundle, Ethan Peck, Tim Russ és Miriam Shor is szerepelnek benne.
A film 2019. október 21-én kezdődött meg Angliában és 2020. február 7-én ért véget Izlandon.
A filmet Arri Alexa 65 kamerákkal forgatták azzal a szándékkal, hogy az IMAX mozikban vetítsék, de a koronavírus-járvány miatt ez nem fordult elő.